# Късче небе за трима
„Късче небе за трима“ е български игрален филм (драма) от 1965 година на режисьора Кирил Илинчев, по сценарий на Рангел Игнатов и Кирил Илинчев. Оператор е Трендафил Захариев. Музиката във филма е композирана от Иван Спасов. Художник на постановката е Петко Бончев.

## Актьорски състав
- Любомир Киселички – Владимир Даскалов
- Георги Николов – Господин Ганчев
- Радослав Стоилов – инженер Тома Минкин
- Людмила Чешмеджиева – Магда
- Иван Кондов – полковник Карастоянов
- Никола Маринов – майор Кожухаров
- Бочо Василев – Шумски
- Енчо Опълченски
- Мария Стефанова
- Петър Петров
- П. Балъкчиева
- Н. Иванов
- Н. Сираков